# Abbaye Saint-Sauveur d'Anchin
Pour les articles homonymes, voir Abbaye Saint-Sauveur.
L'abbaye Saint-Sauveur d'Anchin est une ancienne abbaye bénédictine, fondée en 1079 sur le territoire de l'actuelle commune française de Pecquencourt (département du Nord). Important foyer culturel du XIe au XIIIe siècle, l'abbaye héberge un atelier de copistes qui produit de nombreux manuscrits et chartes. En 1568, l'abbaye participe à la fondation du collège d'Anchin (Collegium aquicinctinum Duaci), le plus important collège de l'université de Douai, tenu par les Jésuites jusqu'à leur expulsion en 1764. 
L'abbaye est fermée au début de la Révolution française et ses bâtiments sont démolis en 1792.
Ses vestiges sont inscrits au titre des monuments historiques depuis le 30 mai 1990.

## Géographie
La commune de Pecquencourt se trouve à environ cinq kilomètres à l'est de Douai, ville elle-même située près de la limite du département du Pas-de-Calais, à une trentaine de kilomètres au sud de Lille et une trentaine au nord-est d'Arras.
Le lieudit Anchin (ou Enchin), appelé en latin Aquicinctum (de aqua « eau » et cinctus « ceint, entouré ») ou Aquacignium, est une île de 25 hectares située au milieu des marais du sud de la Scarpe (affluent de l'Escaut), au nord du centre de Pecquencourt.

## Héraldique
|  | Les armes de l'abbaye se blasonnent ainsi : « D'azur semé de fleurs de lis d'or, et un cerf passant d'argent brochant sur le tout. » |

## Histoire et légendes

### L'ermite Gordaine
Au VIIIe siècle, Gordaine (ou Gourdaine, en latin Gordianus), ermite et confesseur parfois considéré comme le fondateur de l'abbaye, aurait vécu dans cette île sauvage où il avait bâti une petite église (ecclesiola) où il aurait été inhumé avant que son corps ne soit transporté à Douai. Une fontaine de Montigny-en-Ostrevent commémore son nom et la source de l'Ermite (ou de l'Ermitage) dans le bois de Bugnicourt à Roucourt lui doit vraisemblablement son nom aussi. La fête de Saint Gordaine se célèbre le 16 octobre. L'église Saint-Gilles à Pecquencourt conserve un tableau anonyme du XVIIe siècle illustrant les miracles de saint Gordaine.

### Une origine légendaire
Selon la légende, Sohier (ou Soihier, ou encore Sicher), sire de Loos et de Courcelles, et Gautier, seigneur de Montigny-en Ostrevent, étaient des ennemis héréditaires. Perdu, de nuit, Sohier frappe à la porte du château de Gautier. Ce dernier le reconnaît et l'héberge néanmoins. Ils font le même rêve dans lequel un cerf blanc les entraîne dans l'île de Gordaine. Le lendemain, ils se rendent sur l'île et y revoient le cerf blanc de leur songe. Ils se réconcilient et décident d'y construire une abbaye vers 1076.

### La fondation (1079)
Selon son titre de fondation, l'abbaye, dédiée au Sauveur, ne fut réellement fondée qu'en 1079 sur des terres données à cet effet par Anselme II de Bouchain, comte d'Ostrevent en 1077, et Gérard II, évêque de Cambrai, lui donna la cure de Cantin.
L'église Saint-Sauveur fut consacrée en 1086.

### Le tournoi d'Anchin
C'est en 1096 qu'aurait été organisé à l'abbaye le légendaire tournoi d'Anchin auquel auraient participé trois cents chevaliers venus d'Ostrevent, du Hainaut, du Cambrésis et du pays d'Artois. Anselme II aurait organisé ce gigantesque tournoi, aux alentours de la Chandeleur, pour l’inauguration du monastère ; une charte curieusement « jamais retrouvée » aurait même listé les noms des participants, tous de nobles chevaliers du Hainaut, de Valenciennes, Cambrai, Tournai mais aussi du Ponthieu, de l’Artois et même du Boulonnais,.
En 1109, le quatrième abbé d'Anchin érige Cantin en ville. Les dons des seigneurs successifs permettent aux abbayes d'Anchin et de Flines d'être chacune propriétaires de domaines riches et étendus sur le territoire de Cantin.
En 1182, sous Baudouin V, comte de Hainaut, commence la construction d’une nouvelle église abbatiale, qui sera consacrée en 1250.

### Époque moderne, le collège d'Anchin
En 1562 est édifié, sous le patronage de l'abbaye, le collège d'Anchin, important collège affilié à  l'université de Douai et où l'enseignement est dispensé par les jésuites.
À la veille de sa suppression, l'abbaye jouissait de plus de 300 000 livres de rente et procurait à son dernier abbé commendataire Henri Benoît Stuart, cardinal d'York, un revenu annuel de 93 000 livres.

### Disparition de l'abbaye
Supprimée à la Révolution française, l'abbaye d'Anchin est déclarée bien national par le décret du 28 octobre 1790. Le 27 mars 1792, elle est adjugée à François-Joseph Tassart de Douai pour la somme de 47 700 livres et démolie.

## Architecture

### L'église abbatiale
La première église, sous le vocable de Saint-Sauveur, fut consacrée le 7 octobre 1086. Puis en 1182, le comte du Hainaut, Baudouin V, pose la première pierre de la nouvelle église qui sera consacrée le 23 octobre 1250 et dont les dimensions sont de 105 mètres de long pour 26 mètres de large avec une hauteur de 26 mètres, ses quatre tours culminant à 56 mètres.
Après la Révolution, le tabernacle de l'abbaye d'Anchin est conservé à l'hôpital général de Douai, et La Trinité, ou Retable d'Anchin, polyptyque sur bois réalisé par l’artiste douaisien Jehan Bellegambe vers 1511 pour l'abbaye, est conservé à Douai, au musée de la Chartreuse.
Le grand-orgue, à 60 jeux et quatre claviers manuels dont deux de cinq octaves, construit en 1732 pour l'abbaye par Cornil Cacheux et achevé par Charles Dallery, avec son buffet orné de statues de David et Sainte Cécile sculpté en 1760 par Antoine Gilis (1702-1781) d'après des dessins des moines, a été transféré en 1792 à la collégiale Saint-Pierre de Douai par Louis Péronard.

## Liste des abbés

### Abbés réguliers
- 1079-1087 : Alard 1er, abbé réformateur, il impose la règle de Saint-Benoît qui est adoptée également par l'abbaye d'Affligem en 1085, et mise en place par deux maîtres et modèles d'observance : le prieur Titubalde et Rodulphe, délégués par Alard, qui vint avec eux la veille de l'Ascension de 1085[20].
- 1088 : Anselme, ou Alelme, 2e abbé, appelé de l'abbaye Notre-Dame du Bec.
- 1088-1102 : Haymeric, 3e abbé, appelé comme simple religieux de l'abbaye Saint-Vaast, près d'Arras. Sous sa prélature furent faites de nombreuses donations et fondations (prieuré d'Aymeries). Le pape Urbain II lui écrivit à plusieurs reprises. Il assista au concile de Clermont de 1095 et au synode d'Arras en 1097.
- 1102-1110 : Geduin (mort en 1123), 4e abbé, moine à l'abbaye Saint-Vincent de Laon, désigné comme abbé de l'Abbaye de Saint-Michel, il avait refusé le poste et fuit à Saint-Sauveur lorsque les religieux de ce lieu l'élurent à leur tour. Il se retira au prieuré Saint-Magulphe, ou Machut, au Pays-de-Galles, qui appartenait à l'abbaye où il mourut.
- 1110-1111 : Robert (mort en 1119), 5eabbé, moine venu de l'abbaye Saint-Bertin de Saint-Omer. Des dissensions sur son élection l'obligèrent à donner sa démission l'année suivante.
- 1112-1130 : Alvise (né vers 1070, mort en 1148 à Philippes en Macédoine), 6e abbé, puis évêque d'Arras, moine réformé de l'abbaye Saint-Bertin de Saint-Omer, était prieur à l'abbaye Saint-Vaast lors de son élection. Il obtint des papes Pascal II et Calixte II des diplômes assurant aux abbés d'Anchin des droits quasi épiscopaux, ainsi que des bénéfices nombreux et étendus.
- 1130-1165 : Gossuin d'Anchin, dit Gozuinus, 7e abbé[21].
- 1165-1175 : Alexandre, 8e abbé, biographe de son prédécesseur, élu le même jour que celui de l'enterrement de l'abbé Gossuin.
- 1176 : Simon, 9e abbé.
- 1201-1208 : Adam, 10e abbé.
- 1208-1212 : Guillaume, ou Willaume Le Parent, 11e abbé, puis religieux à l'abbaye de Clairvaux[22].
- 1213-1234 : Simon, 12e abbé, reçut en 1219 du pape Honoré III (Honorius III), pour lui et ses successeurs, la mitre et l'anneau avec le droit de bénir l'autel et les ornements d'église[22].
- 1234-1243 : Willerme Le Parent, 13e abbé.
- 1243-1250 : Jacques de Béthune, 14e abbé, reçut l'habit des mains de l'abbé Simon.
- 1250-1268 : Guillaume Brunel, 15e abbé.
- 1268-1274 : Anselme Brunel, 16e abbé.
- 1274-1289]: Adamus, ou Adam, 17e abbé.
- 1289-1291 : Everard, ou Evrard, 18e abbé[23].
- 1291-1316 : Jean de Vocute, 19e abbé.
- 1316-1322 : Hugues, 20e abbé[24].
- 1322-1326 : Pierre, 21e abbé.
- 1322-1326 (?) : Eustache de Venu, 22e abbé.
- 1326-1336 : Jean Lebeuf, 23e abbé.
- 1336-1346 : Jean d'Esquerchin, 24e abbé.
- 1346-1356 : Amédée de Laviniac, 25e abbé.
- 1356-1361 : Radoux ou Radulphe de Longueville, 26e abbé .
- 1361-1373 : Pierre Deneuville, 27e abbé[25].
- 1373-1387 : Jean Lebescot, 28e abbé.
- 1387-1414 : Henri de Conflans, 29e abbé.
- 1414-1448 : Jean de Batterie, 30e abbé.
- 1448-1464 : Pierre Toulet, 31e abbé.
- 1464-1480 : Hugues Lohe, 32e abbé.
- 1480-1511 : Guillaume d'Osterel, 33e abbé.
- 1511-1586 : Charles Coquin, dit Saint-Vagon, neveu du précédent, 34e abbé[26].
- 1546-1555 : Jean Asset, religieux de l'abbaye de Saint-Vaast d'Arras, 35e abbé.
- 1555-1576 : Jean Letailleur, 36e abbé, fondateur du collège d'Anchin de l'université de Douai, ouvert en 1568 sous la direction pédagogique des Jésuites ; en 1698, ceux-ci affirment leur indépendance vis-à-vis de l'abbaye[27], mais un arrêt du Parlement de Flandres de 1751 confirme que le collège appartient à l'abbaye.
- 1576-1610 : Warnerus de Vavré ou Warnier de Daure, 37e abbé[28].
- 1610-1620 : Jean Faveau, 38e abbé.
- 1620-1632 : Jean Lemerre, natif de La Bassée, 39e abbé.
- 1632-1647 : Jean de Vauceel, 40e abbé.
- 1647-1685 : François de Calonne, 41e abbé.

### Abbés commendataires
- 1685-1714 : Cardinal César d'Estrées (1628-1714), 42e abbé, 1er abbé commendataire[29].
- 1715-1741 : Melchior de Polignac, cardinal, 43e abbé, 2e abbé commendataire, mort à Paris en 1741, il eut pour coadjuteur François de Saluces de Berminicourt, religieux de l'abbaye, mort avant lui.
- 1741-1744 : Charles Morel, 44e abbé, mort à Reims en 1744.
- 1744 : Henri-Oswald de La Tour d'Auvergne, cardinal, 45e abbé, 3e abbé commendataire.
- 1745-1746 : le prince de Modène, 46e abbé, 4e abbé commendataire[30].
- 1752-1790 : Henri Benoît Stuart, cardinal d'York (1725-1807), 47e et dernier abbé, et 5e abbé commendataire[31]. Il fait modifier l'accès au monastère par la création de deux petits pavillons qui demeurent les seuls vestiges de l'abbaye au XXIe siècle.

## Religieux et personnalités notables liées à l'abbaye
- Udon, ou Odon, évêque de Cambrai (vers 1050-1113), mort à l'abbaye d'Anchin[32],[33].
- Amand de Castello, ou du Chastel, chanoine de Tournay, prieur de l'abbaye d'Anchin, puis abbé de l'abbaye de Marchiennes vers 1120[34].
- Léonius de Furnes (mort en 1163), moine, puis prieur du prieuré Saint-Georges d'Hesdin, abbé de l'abbaye de Lobbes, puis de l'abbaye Saint-Bertin.
- Pierre de Celle (vers 1115-1183), moine, ami de Gossuin d'Anchin, il fut abbé de l'abbaye Saint-Pierre de Montier-la-Celle près de Troyes en 1145 puis, vers 1161 ou 1162, abbé de l'abbaye Saint-Remi de Reims, et enfin évêque de Chartres.
- Frère Baudry, ou Balderic, est l'auteur de l'ouvrage Hilarii de Trinitate[35] contenant les douze livres de Trinatate de saint Hilaire de Poitou et date de l'époque d'Alvise et Gossuin.
- Frère Lambert, ou Lamberti, moine au temps d'Alvise et Gossuin, il a transcrit des ouvrages de la bibliothèque d'Anchin[36].
- Frère Sicher, ou Sicherus, auteur des Œuvres de saint Bernard en trois volumes[37]. Il fut souvent associé à Frère Ailrède, homonyme de l'abbé anglais, il était moine peintre miniaturiste[38].
- Frère Renauld, il a entrepris du vivant de l'abbé Gossuin un ouvrage monumental qui lui demanda dix ans de travail et qui fut achevé en 1173[39].
- Frère Hélie, originaire d'Angleterre, avait fait profession à l'abbaye Saint-Bertin sous l'abbatiat de Léonius, puis est venu à Anchin où il exécuta plusieurs manuscrits[40] dont un en double exemplaire pour l'abbaye Saint-Bertin et d'Anchin. Il est aussi l'auteur du Manuscrit de Boulogne entre 1145 et 1152.
- Frère Rainaud, copiste, associé à Frère Ailrède, peintre miniaturiste[41]. Il copia le Laudibus Crucis de Raban Maur de Mayence, disciple d'Alcuin, et composé au IXe siècle, pour lequel il s'associa avec Frère Oliverus, peintre miniaturiste[42].
- Gossuin (1086-9 octobre 1166), 6e abbé (1131-1166), célèbre pour son œuvre littéraire[43],[32],[44].
- Frère Bauduin et Frère Jean, enlumineurs, auteurs du Trinitate de saint Augustin en quinze livres[45], et Frère Jordan, auteur de Dni Augustini in omnes psalmos[46], Gregorii magni epistolœ[47] sous l'abbatiat de Gossuin.
- XIIe siècle : Lietbert, il fut abbé de l'abbaye de Marchiennes[48].
- XIIe siècle : Frère Gérard, ou Gerardus, présent à Anchin, il fut l'un des plus habiles calligraphes[49] et rubricateurs de son époque avant de devenir abbé de l'abbaye d'Imécourt[50].
- Gaspard de Bavincourt (mort en 1576).
- Melchior de Polignac, cardinal en exil à Anchin à partir de 1718.

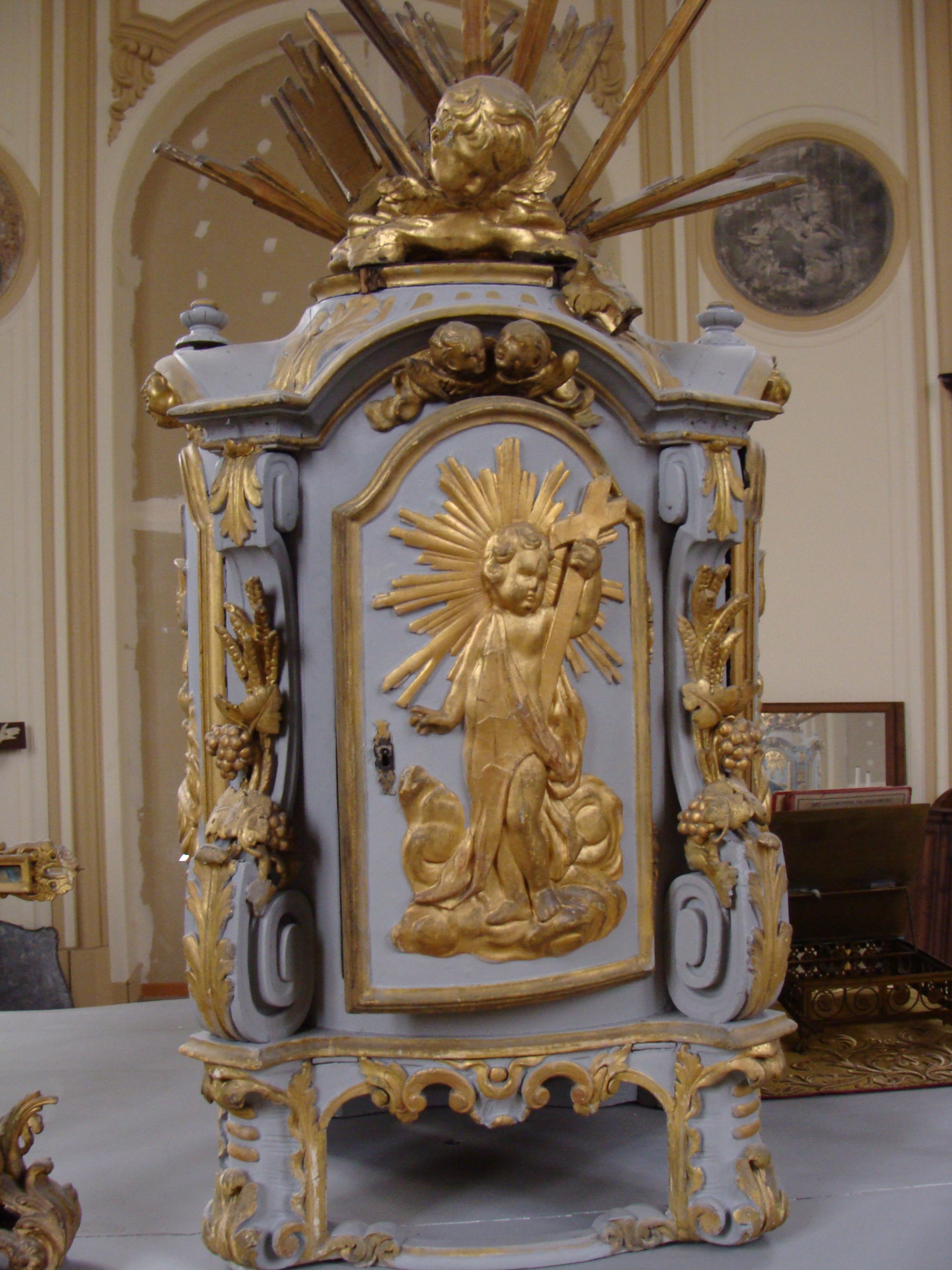
Tabernacle de l'abbaye d'Anchin, hôpital général de Douai.

## Chartes
- 1161 : parchemin émanant de Gossuin d'Anchin, abbé par laquelle le prélat, de l'assentiment de son chapitre, fait remise aux frères de l'abbaye Notre-Dame de Vaucelles d'une rente annuelle de 14 deniers et de six chapons. Le titre est co-signé par un certain nombre de religieux dont cinq sont des manuscripteurs d'Anchin, et porte le sceau de l'abbaye pendant à des attaches de soie. En cire blanche dont le fond est coloré en rouge porte l'effigie du Christ assis, la tête entourée d'un nimbe crucifère, et bénissant de la main droite et, de la gauche, tenant la croix avec cette légende : « Sigillum Sti Salvatoris Aquicincti ecclesiæ »[51].

## La bibliothèque
Gossuin, disciple bien-aimé de Bernard de Clairvaux, contemporain et vainqueur d'Abélard, fut un des hommes les plus savants de son temps qui institua une école d'enluminure de manuscrits dans son abbaye. La bibliothèque de l'abbaye, constituée d'actes originaux du XIe au XIVe siècle a été conservée presque intégralement. En 1792, elle a été transférée à Douai. Ces manuscrits échappés des guerres et des révolutions forment, avec ceux de l'abbaye de Marchiennes, une grande partie du fonds de la bibliothèque municipale de Douai.

## Le trésor
- Une crosse de prélat en cuivre doré[53] du XIIIe siècle, de facture limousine[54], découverte à Anchin en 1872 dans le mobilier funéraire d'une tombe, est déposée au musée des Beaux-Arts de Valenciennes ;
- La Dernière Cène, tableau du peintre lillois Joseph Wamps est conservé à la collégiale Saint-Pierre de Douai. Plusieurs esquisses d'œuvres du même artiste, réalisées pour l'abbaye et incendiées durant la Première Guerre mondiale, se trouvent au musée de la Chartreuse de Douai[55].

## Propriétés et dépendances

### Prieurés
- Le prieuré Saint-Georges (Pas-de-Calais) dépendait de l'abbaye d'Anchin de 1535 à 1789[56].
- Le prieuré d'Évin-Malmaison dépendait de l'abbaye d'Anchin  pour la période de 1658 à 168[?][56].
- Le prieuré Saint-Georges d'Hesdin, érigé en 1096, dépendait de l'abbaye d'Anchin pour la période de sa donation comme chapelle en 1092 jusqu'à 1789[56].
- Le prieuré d'Aymeries, fondé en 1088.
- Le prieuré Saint-Magulphe, ou Machut (vers l'an 1000) au Pays-de-Galles.
- Le prieuré Saint-Sulpice de Doullens.

- L’église Saint-Martin de Labourse

### Terres et dîmes
- En 1160, l'abbé Anselme, de l'abbaye de Cysoing, cède des terres près du prieuré de la Sainte-Vierge au Bois dit Beaurepaire à Saint-Sauveur d'Anchin.
- En 1170, l'abbé de Cysoing cède à celui de l'abbaye Saint-Sauveur d'Anchin les dîmes et terrages de Saint-Calixte à Auberchicourt, lesquels se levaient notamment sur une rasière devant le château (Castellum).

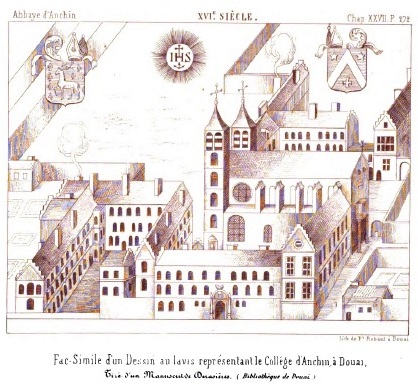
Le collège d'Anchin à Douai.
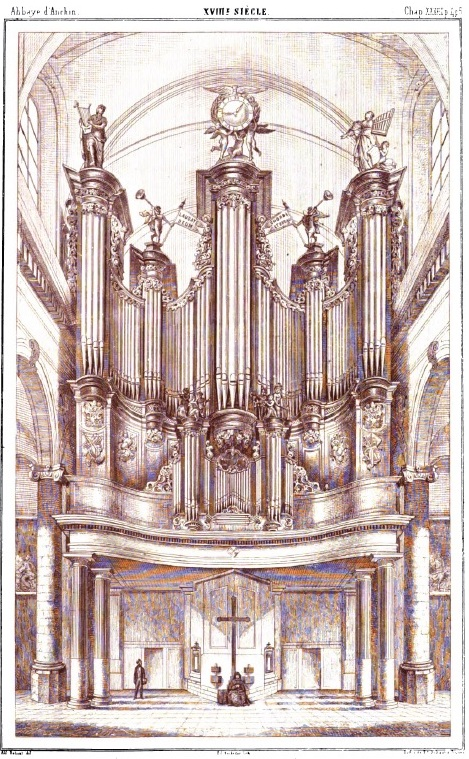
Les orgues de l'abbaye d'Anchin transférés à la collégiale Saint-Pierre de Douai.
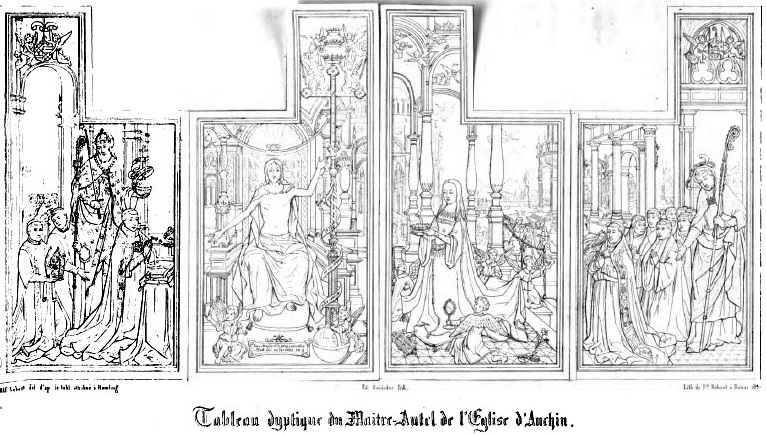
Le diptyque du maître-autel.
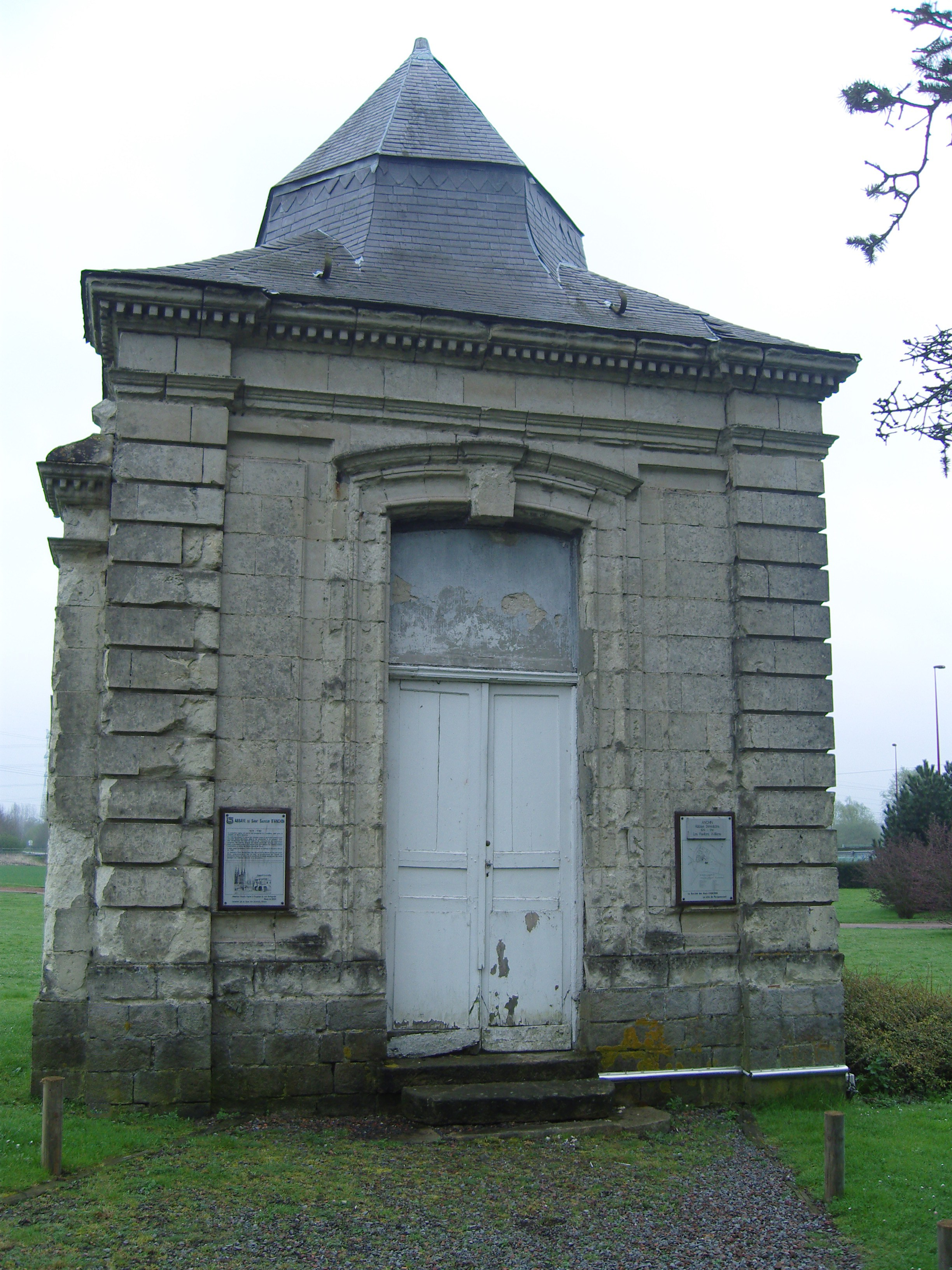
Derniers vestiges du pavillon de droite à l'entrée de l'abbaye, après sa démolition en 1792.
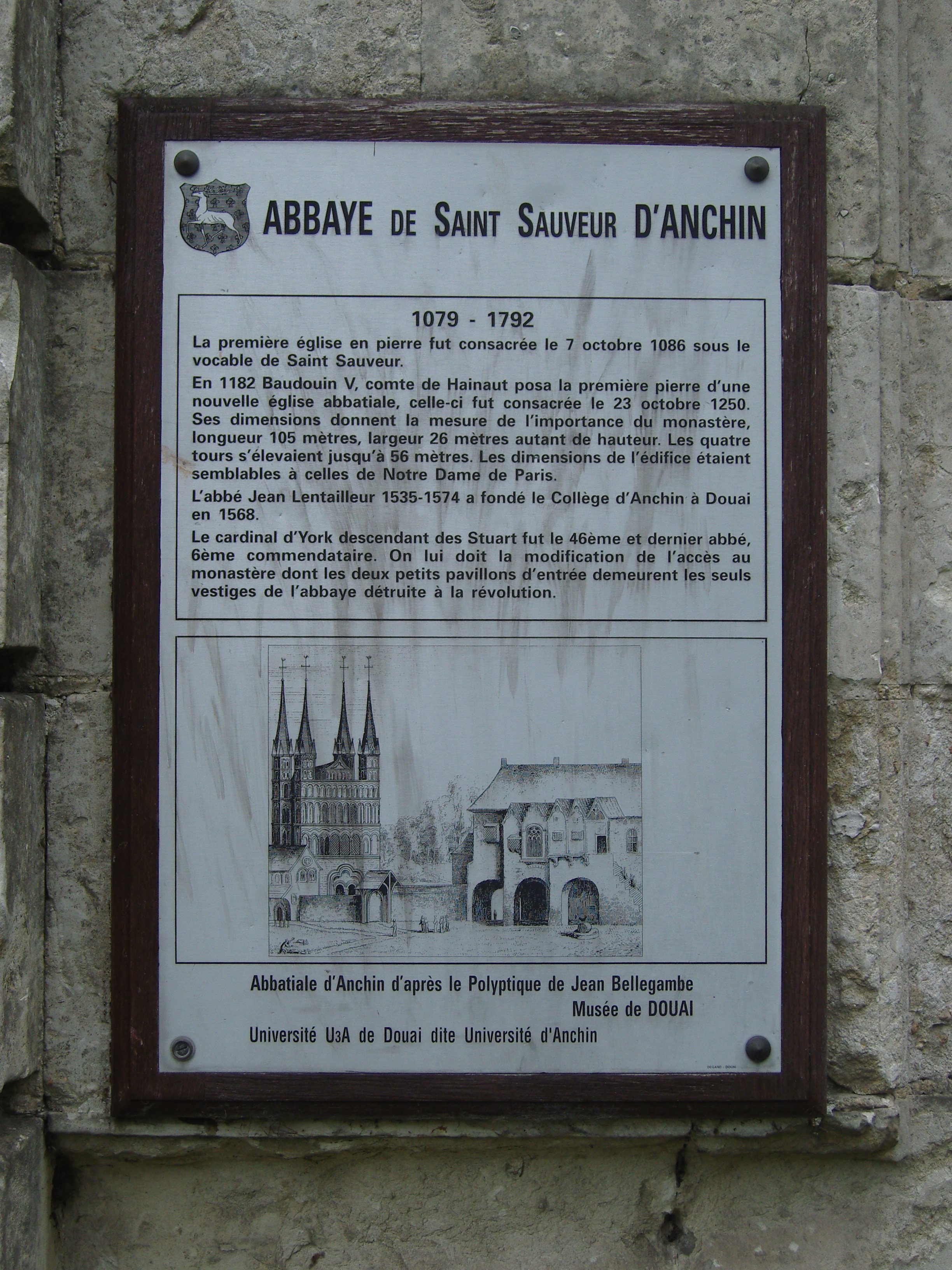
Détail de l'abbatiale d'après le polyptyque d'Anchin par Jean Bellegambe.
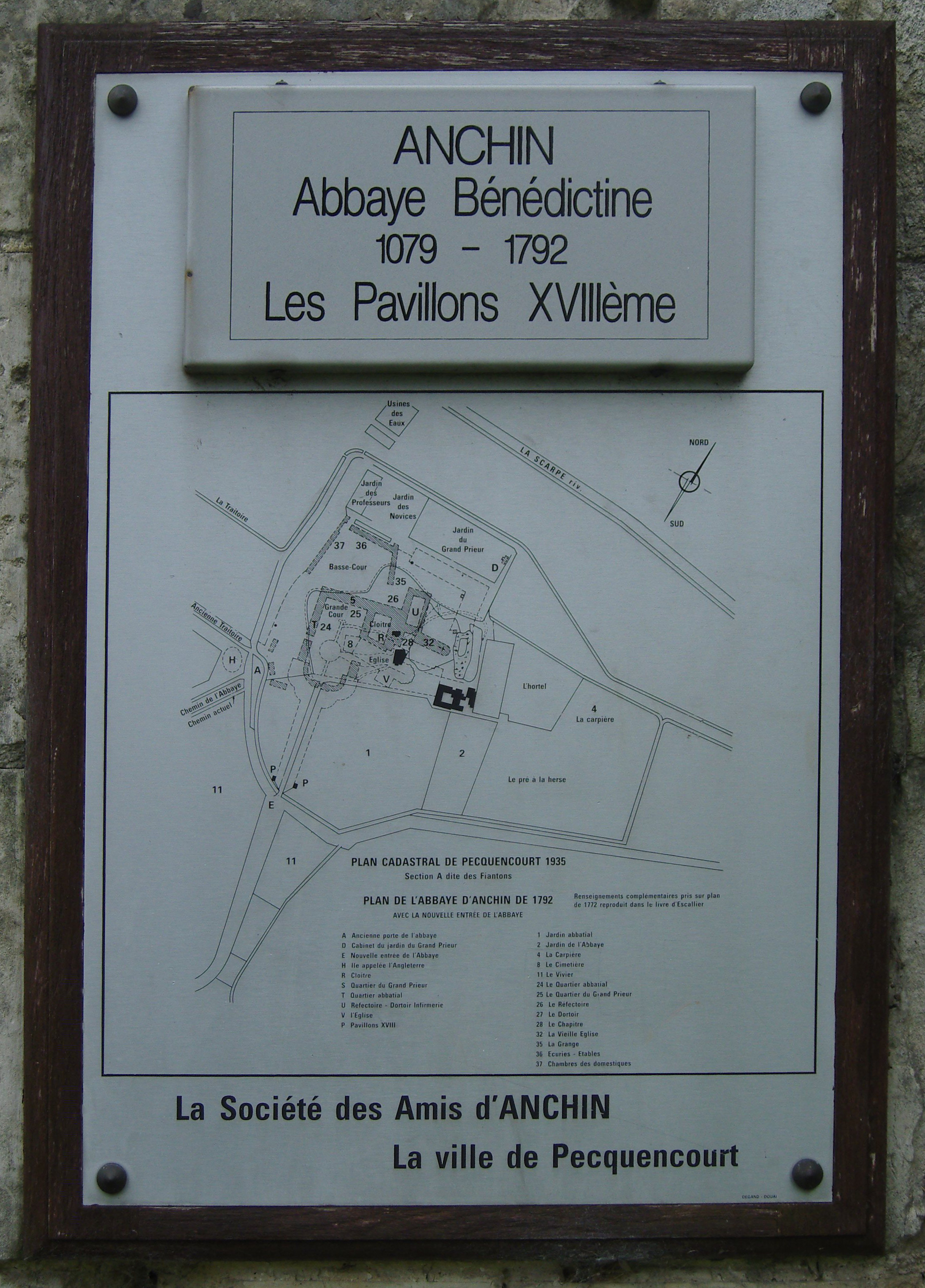
Plan de l'abbatiale en 1792.
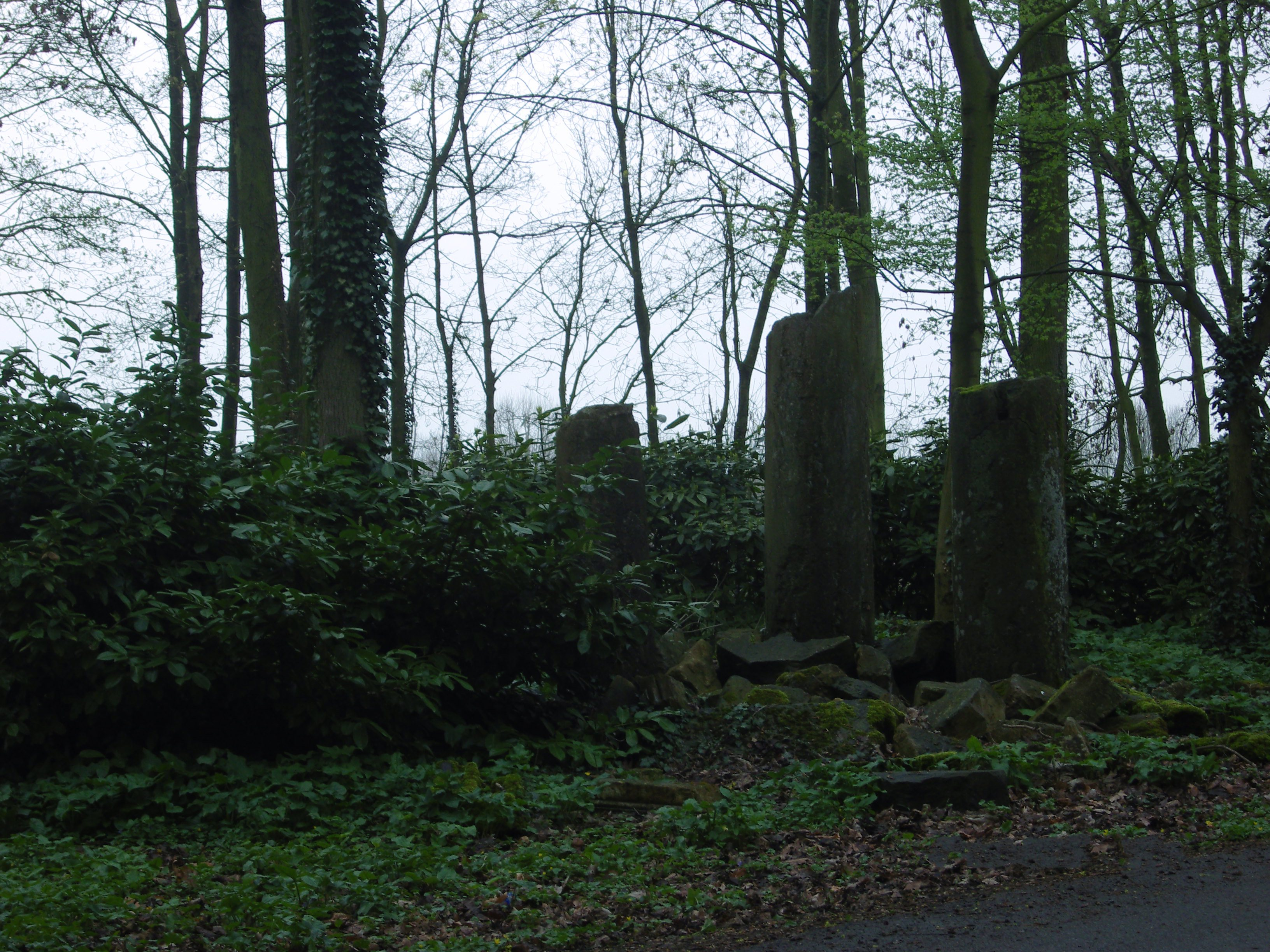
Vestiges de l'abbaye en 2009.